# HD 8574 b
HD 8574 b ist ein Exoplanet, der den gelben Zwerg HD 8574 alle 225 Tage umkreist. Auf Grund seiner hohen Masse wird angenommen, dass es sich um einen Gasplaneten handelt.

## Entdeckung
Der Planet wurde mit Hilfe der Radialgeschwindigkeitsmethode von C. Perrier et al. im Jahr 2001 entdeckt.

## Umlauf und Masse
Der Planet umkreist seinen Stern in einer Entfernung von ca. 0,759 Astronomischen Einheiten und hat eine Masse von ca. 623,1 Erdmassen bzw. 1,96 Jupitermassen.